# Rashm
Rashm (persiska: رشم, رِشم) är en ort i Iran.   Den ligger i provinsen Semnan, i den centrala delen av landet, 280 km öster om huvudstaden Teheran. Rashm ligger 1 291 meter över havet och antalet invånare är 327.
Terrängen runt Rashm är lite bergig.Runt Rashm är det mycket glesbefolkat, med 5 invånare per kvadratkilometer. Rashm är det största samhället i trakten. Trakten runt Rashm är ofruktbar med lite eller ingen växtlighet.